# بافندگی (فیلم)
«بافندگی» (انگلیسی: Knitting (film)) فیلمی در ژانر رمانتیک و درام است که در سال ۲۰۰۸ منتشر شد.